# Haus- und Familienarbeit
Haus- und Familienarbeit bezeichnet häusliches und familienbezogenes Arbeiten für sich selbst, für im Haushalt lebende Kinder und Angehörige einschließlich Partner bzw. Partnerin und ggf. für Dritte. Haus- und Familienarbeit gehört zum Bereich der Care-Arbeit.

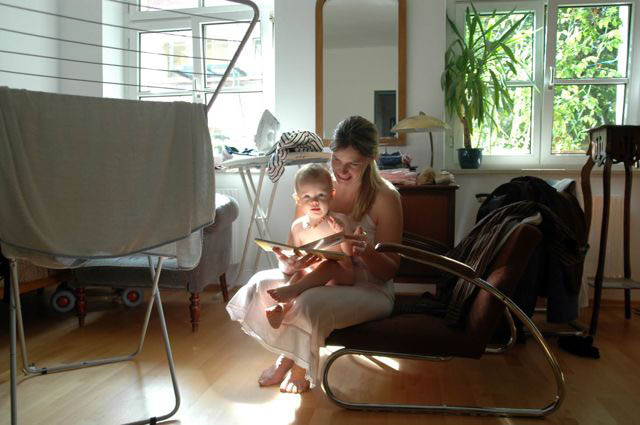
Mutter mit Tochter während der Hausarbeit

Hausarbeit ist ein Oberbegriff für alle häuslichen Arbeiten: Arbeiten zur Erhaltung des Haushalts (Aufräumen, Putzen) und des zur Lebensführung benötigten Inventars (Wäsche waschen, Geschirr spülen, Fahrradreparaturen, Tapezieren); die Zubereitung von Mahlzeiten (Einkaufen, Kochen, Backen).
Familienarbeit wird oft im weiteren Sinne als Synonym für die Pflichten der Haus- und Familienarbeit verwendet; Familienarbeit im engeren Sinn bezeichnet die Beaufsichtigung, Versorgung und Erziehung von Kindern und Pflege von Angehörigen sowie den in diesem Zusammenhang anfallenden Anteil der Hausarbeit und allgemeiner auch die Planung und Organisation des Familienlebens im Hinblick auf den Alltag und Feste, den Freundes- und Bekanntenkreis, die Aufrechterhaltung der Kontakte zu Verwandten und die Mitwirkung in der Schule oder Gemeinde.

## Begriffliches
Unbezahlte „Haus- und Familienarbeit“ wird auch unter dem von „Reproduktion“ abgeleiteten Begriff (familiäre) Reproduktionsarbeit zusammengefasst – in Abgrenzung zur (bezahlten) Erwerbs- oder Produktionsarbeit, welche die finanzielle Versorgung durch Erwerbstätigkeit beinhaltet. Teilweise wird auch ein Ehrenamt zur (gesellschaftlichen) Reproduktionsarbeit gezählt. Abweichend wird oftmals der Begriff „Familienarbeit“ synonym zum Oberbegriff der familiären Reproduktionsarbeit verwendet; in Einzelfällen trifft das auch für den Begriff „Hausarbeit“ zu. 
Die Familienarbeit und der Anteil der Hausarbeit, der über Routinetätigkeiten hinausgeht, wird auch als Familienmanagement bezeichnet. Bei der Verwendung dieses Ausdrucks steht auch die Notwendigkeit der Konsensbildung unter den Mitgliedern der Familie beispielsweise mittels Familienkonferenzen sowie der Prioritätensetzung, des Zeitmanagements und des Einsatzes finanzieller Mittel im Vordergrund. Meist ist dabei eine tatsächliche oder gewünschte Aufwertung der damit verbundenen Tätigkeiten impliziert – als Reaktion auf Probleme aus geschlechtsspezifischer Zu- bzw. Abweisung der Hausarbeit und die in androzentrischen Gesellschaften damit einhergehende geringere Bewertung der Reproduktions- als der Erwerbsarbeit. Gelegentlich wird Hausarbeit – defensiv, ironisch oder dem zeitgenössischen Primat der Erwerbsökonomie angepasst – als das Management des häuslichen Alltags bezeichnet. Der Ausdruck „Familienmanagerin“ wird teilweise als Euphemismus für „Hausfrau und Mutter“ angesehen.

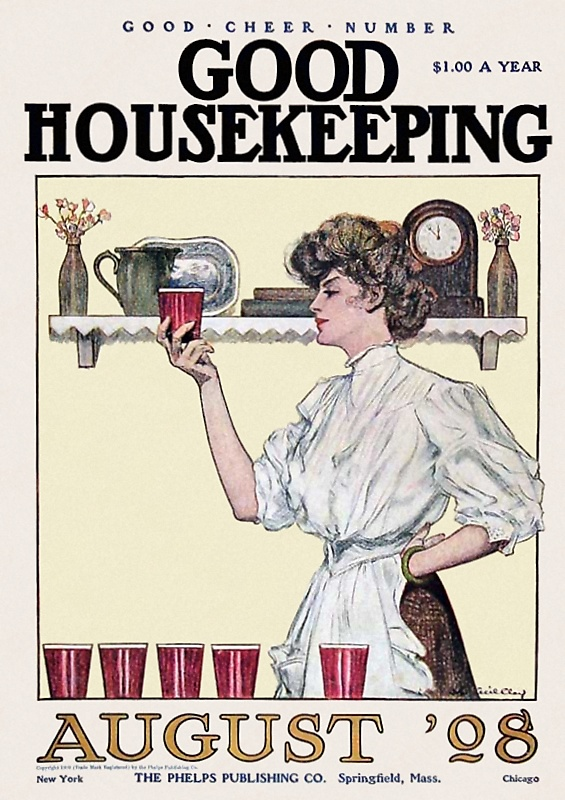
Magazin für die Hausfrau (USA 1908)

„Hausarbeit“ ist zu unterscheiden von „Heimarbeit“, einer Form von Lohnarbeit mit Arbeitsplatz zu Hause.
Die Familienarbeit wird oft auch als Bezeichnung für soziale oder pädagogische Arbeit mit Familien verwendet, etwa in Form von „Kinder-, Jugend- und Familienarbeit“.

## Darstellung
Die häusliche Arbeitsteilung unterliegt in fast allen Gesellschaften stark asymmetrischen Geschlechterverhältnissen und wird überwiegend geschlechtsspezifisch zu- bzw. abgewiesen; das betrifft sowohl die Frage der Aufteilung zwischen Hausarbeit und Erwerbstätigkeit (diskutiert auch unter dem Begriff der Vereinbarkeit von Familie und Beruf) als auch – bei partnerschaftlicheren Arrangements der Hausarbeit – die Teilung zwischen verschiedenen Tätigkeitsfeldern innerhalb der Hausarbeit. So wird etwa Putzen, Waschen, Nähen, Pflegen oft als typisch weibliche Tätigkeit angesehen, während Reparatur- und Instandsetzungsarbeiten, Rasenmähen und Getränkeeinkauf männlich konnotiert sind. Hausfrauen (selten Hausmänner) sind Erwachsene, die sich – meist im Rahmen von Paarbeziehungen – der Hausarbeit widmen und damit keine Erwerbsarbeit kombinieren und dem Arbeitsmarkt bewusst nicht zur Verfügung stehen. Für Erwachsene, die sich – trotz weitgehender Unentbehrlichkeit von Hausarbeit – fast ausschließlich der Erwerbsarbeit widmen, mit dieser keine Hausarbeit kombinieren und dem Haushalt nicht zur Verfügung stehen, gibt es bisher keinen allgemein eingebürgerten entsprechenden Begriff.
Teilweise werden die mit den zur Hausarbeit zählenden Tätigkeiten verbundenen Kenntnisse an einer Hauswirtschaftsschule vermittelt, überwiegend werden sie jedoch im Rahmen des Erwachsenwerdens durch Sozialisationsprozesse gelernt. Auch hier ist häufig eine Orientierung an traditionellen geschlechtsspezifischen Rollenmustern vorzufinden, so wird immer noch mit einer recht großen Selbstverständlichkeit vorausgesetzt, dass Mädchen sich an häuslichen Arbeiten beteiligen, während Jungen oft zu Arbeiten im Freien herangezogen werden.
In bäuerlichen Gesellschaften war die klare Trennung zwischen Erwerbsarbeit und Hausarbeit, wie sie in heutigen modernen Gesellschaften vorzufinden ist, weniger deutlich ausgeprägt. Auch dort wurde jedoch oft eine Trennung im Sinne von Frauenarbeit im Haus und fürs Kleinvieh und Männerarbeit auf dem Feld und fürs Großvieh vorgefunden.
Erwähnenswert ist beim Thema Hausarbeit schließlich die fortschreitende Vereinfachung und Erleichterung des häuslichen Alltags ab dem 20. Jahrhundert durch den zunehmenden Einsatz von Haushaltstechnik (so genannter 'weißer Ware'). Dem steht ein erhöhter Anspruch an die Hausarbeit entgegen, sodass sich die für Hausarbeit aufgewendete Zeit nur teilweise verringert bzw. in Deutschland seit den 60er Jahren beträchtlich erhöht hat
In den Industrieländern ist neben der technischen Rationalisierung der Hausarbeit zugleich eine zunehmende soziale Isolation der Hausarbeit zu beobachten.
Eine als „Neue Hausarbeit“ bezeichnete Art der Haus- und Familienarbeit bezieht sich vor allem auf auch Vermittlungsleistungen gegenüber verschiedenen Institutionen, etwa Märkte, Banken, Versicherungen, Verkehrseinrichtungen, Gesundheits- und Bildungseinrichtungen. Interaktionen von Haushalten mit dienstleistungs- und güteranbietenden Institutionen tragen zur steigenden Komplexität der Lebensbedingungen bei.
Dass die Hausarbeit auch einen finanziellen Wert hat, ist im deutschen Schadensersatzrecht anerkannt (siehe Haushaltsführungsschaden). In die Volkswirtschaftliche Gesamtrechnung geht sie nicht ein: insbesondere auch dem Europäischen System Volkswirtschaftlicher Gesamtrechnungen (ESVG) liegt zwar ein sehr umfassenden Begriff von „Produktion“ zugrunde, der die gesamte Herstellung von Waren und das Erbringen von Dienstleistungen einschließlich ehrenamtlicher sowie illegal ausgeübter Arbeiten einbezieht, die privat in Haushalten geleistete Hausarbeit wird jedoch nicht erfasst. Bezüglich der Nichteinbeziehung selbst verrichteter Hausarbeit werden internationale Konventionen genannt  sowie das Fehlen eines eindeutigen Kriteriums, welcher Anteil der für den eigenen Haushalt geleisteten Arbeit als Haushaltsproduktion anzusehen sei.

## Aufgabenbereiche

### Koordination
In industrialisierten Ländern fallen im Bereich Haushalt und Familie vielfältige Aufgaben der Koordination an, insbesondere:
- Haushaltsplanung (Planung von Anschaffungen und Einkäufen, Mahlzeiten, Zeitplanung);
- Gestaltung der Aufgabenverteilung innerhalb der Familie beziehungsweise das Delegieren von Tätigkeiten an Dienstleister oder Hauspersonal;
- Administrative Arbeiten/Buchführung (Alltagsbürokratie).

Langfristige Planung bezüglich des Werdegangs und der Entwicklung der Kinder sind im Abschnitt Aufgaben in der Familie aufgeführt.
Für die Koordination der Haus- und Familienarbeit, die gerade in Haushalten mit mehreren Kindern kompliziert sein kann, ist eine Buchführung erforderlich, die oft auf informelle Weise geschieht, mit Hilfe vielfältiger Listen, Zettel und Hefte  – etwa Kalendarien, ToDo-Listen, Menüplänen, Einkaufs- und Merkzetteln.

#### Koordinierung der Aufgabenverteilung

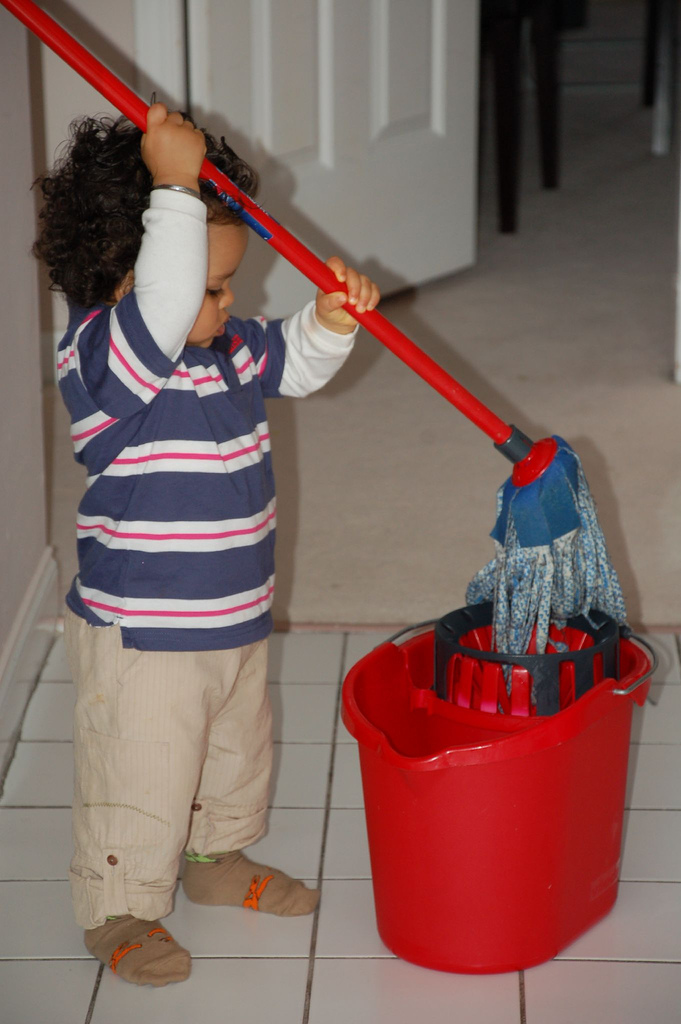
Mithilfe von Kindern im Haushalt

Sofern nicht kulturelle Vorgaben bestehen und ungefragt übernommen werden, ist es erforderlich, implizite oder explizite Vereinbarungen über die Haushaltspflichten unter den Eltern zu treffen sowie, dem Alter entsprechend, den Kindern. Die innerfamiliäre Arbeitsteilung der Erwachsenen ist dabei gegebenenfalls Gegenstand einer Aushandlung. Auch Art und Ausmaß der Tätigkeiten erfordern eine Abstimmung in der Partnerschaft, da sich die Erwartungen der Partner an den Wohn- und Einrichtungsstil, an den Standard der Ordnung im Haushalt und an den Erziehungsstil sich je nach familiärem, gesellschaftlichem und kulturellem Hintergrund sehr unterscheiden können. Es kann immer wieder eine Klärung individueller Vorlieben und eine Einigung auf einen angestrebten Lebensstil im Alltag und auf gemeinsame Maßstäbe (Art der Nutzung der Räume, Art und Strenge der Ordnung an bestimmten Stellen in der Wohnung, Verantwortlichkeiten) erforderlich werden; besonders deutlich wird dies in binationalen Partnerschaften.
Im Falle der Berufstätigkeit beider Partner, und insbesondere wenn ein weitgehend egalitäre Beziehung im Sinne eines Doppelversorgermodells angestrebt wird, ist zugleich das berufliche Engagement und die momentane Aufteilung von Aufgaben und Verantwortung in der Familie zu koordinieren.

#### Delegierung
Einzelne Aufgaben des Haushalts werden in Industrienationen häufig an externe Dienstleister delegiert (siehe auch: Work-Life-Dienstleistungsbranche). Bei Delegierung von Aufgaben an Hauspersonal hingegen nehmen die dem Haushalt vorstehenden Personen Aufgaben eines Arbeitgebers wahr (etwa Aufgabenbeschreibung, Personalauswahl, Vertragsgestaltung, Anmeldung, Versicherung, Einweisung, Qualitätskontrolle und Gehaltsabrechnung).
Eine Delegation der Kinderbetreuung an eine Tagesbetreuungseinrichtung, an Gasteltern oder an Großeltern führt zu mehr Verknüpfungspunkten zur außerfamilialen Welt und trägt zu einer größeren Komplexität des familialen Lebens bei. Wird auf mehrere Kinderbetreuungsressourcen zurückgegriffen, etwa sowohl auf Kindertageseinrichtungen als auch auf Tageseltern, so fällt Arbeit für ihre Koordination an. Eltern, die kein familiäres Unterstützungsnetz haben, müssen Brüche und Lücken selbst flexibel ausgleichen.

#### Alltagsbürokratie

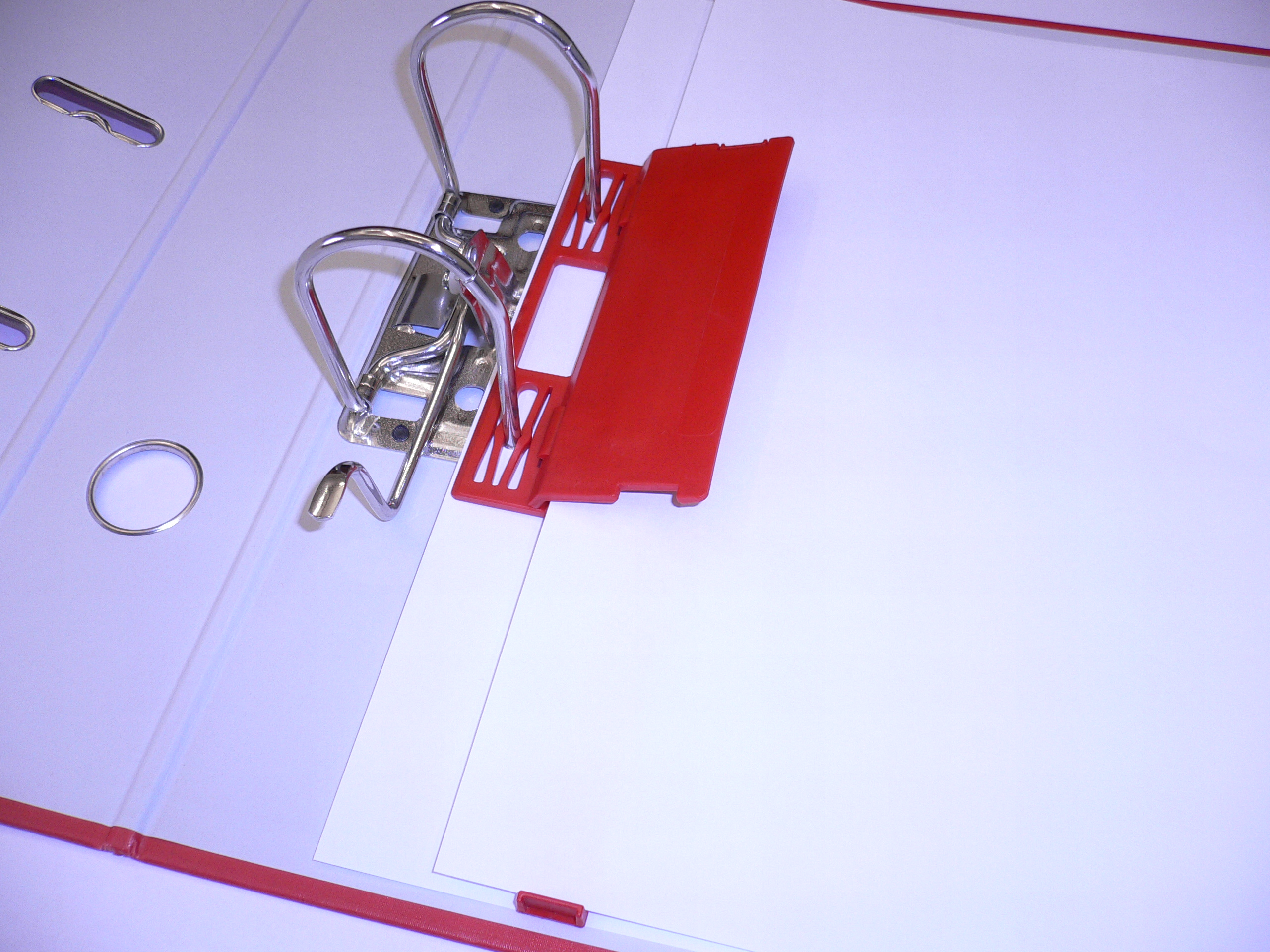

Zu den Aufgaben im Haushalt fallen auch administrative Arbeiten bzw. Aufgaben der Buchführung u. ä. an, beispielsweise: Behördengänge (bspw. zur An- oder Ummeldung und ggf. zur Beantragung von Kinder- und Elterngeld u. ä. staatlichen Leistungen) und Bankgeschäfte erledigen (insbesondere Rechnungen begleichen und Kontoauszüge prüfen), Haushaltsplan führen, Haushaltskasse kontrollieren, neue Anschaffungen planen, Schriftverkehr mit Versicherungen und anderen Vertragspartnern inklusive gesetzlicher oder privater Krankenversicherung führen. Dabei sind bestimmte Dokumente (u. a. renten- oder steuerrelevante Unterlagen über Einkünfte, Belege für die Steuererklärung, Rechnungen und Belege zu handwerklichen Arbeiten im Haus und am Grundstück, Versicherungspolicen, Zeugnisse und Nachweise über Ausbildungs-, Studien- und Arbeitszeiten) jahrelang und teils dauerhaft aufzubewahren. Laut einer BITKOM-Umfrage lagern Bundesbürger zuhause durchschnittlich sieben Aktenordner mit Verträgen und Rechnungen. Ein Teil der Dokumente kann alternativ hierzu in einem Dokumentenmanagementsystem gespeichert werden.
Die Unterstützung bei diesen Alltagsaufgaben ist ein Bestandteil der Altenpflege und spielt auch bei der Unterstützung und Integration von Migranten eine Rolle.
Das Bundesamt für Bevölkerungsschutz und Katastrophenhilfe nennt die Erstellung einer (Notfall-)Dokumentenmappe, im Sinne einer griffbereiten Zusammenstellung aller wichtigen Dokumente, als ein wesentliches Element des Selbstschutzes.
In Haushalten werden Daten auch digital gespeichert. Scanner und Apps bieten Schnittstellen für die Speicherung der Daten.

### Weitere Arbeiten im Haushalt

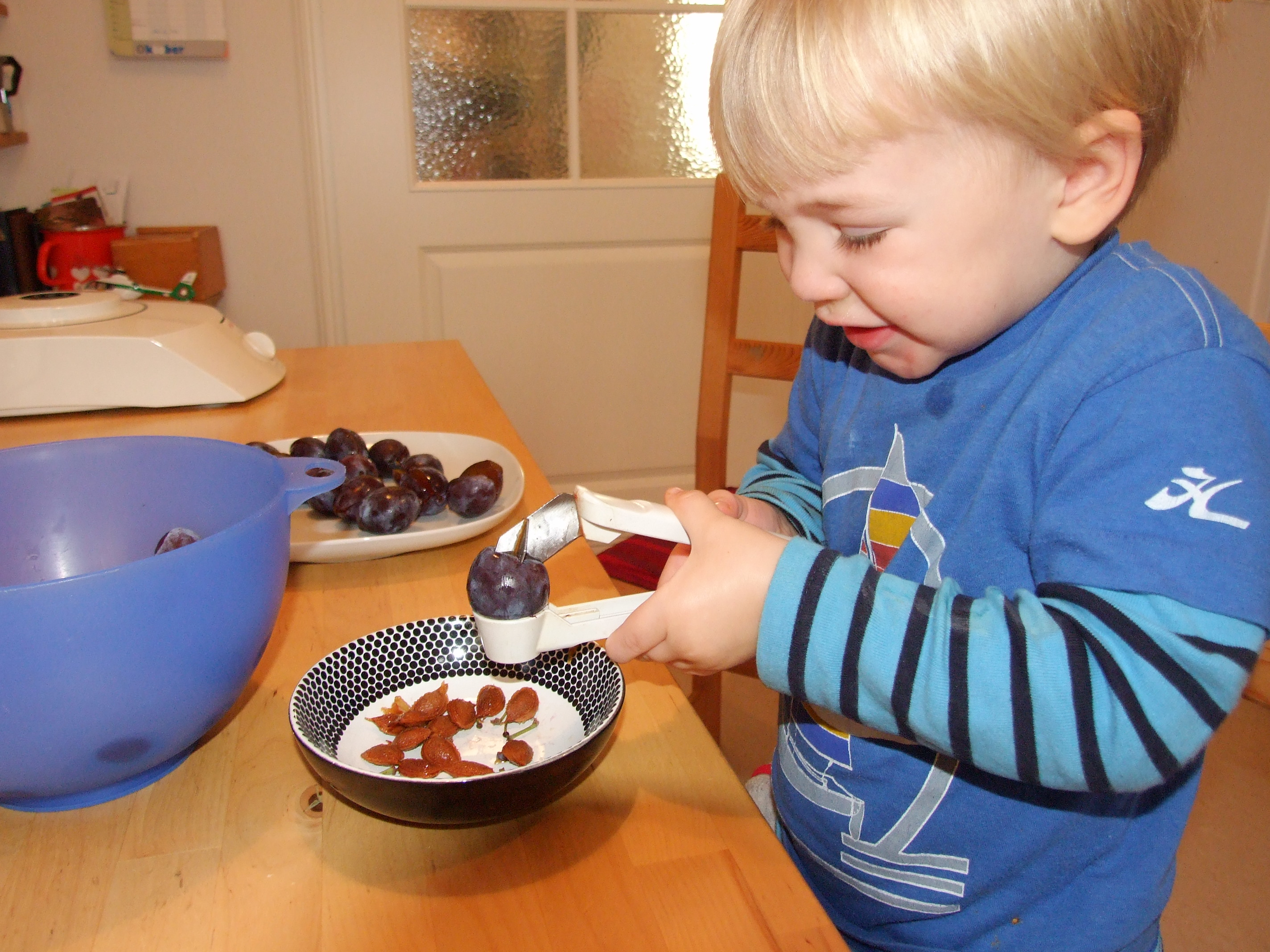
Ein Kind entkernt Pflaumen

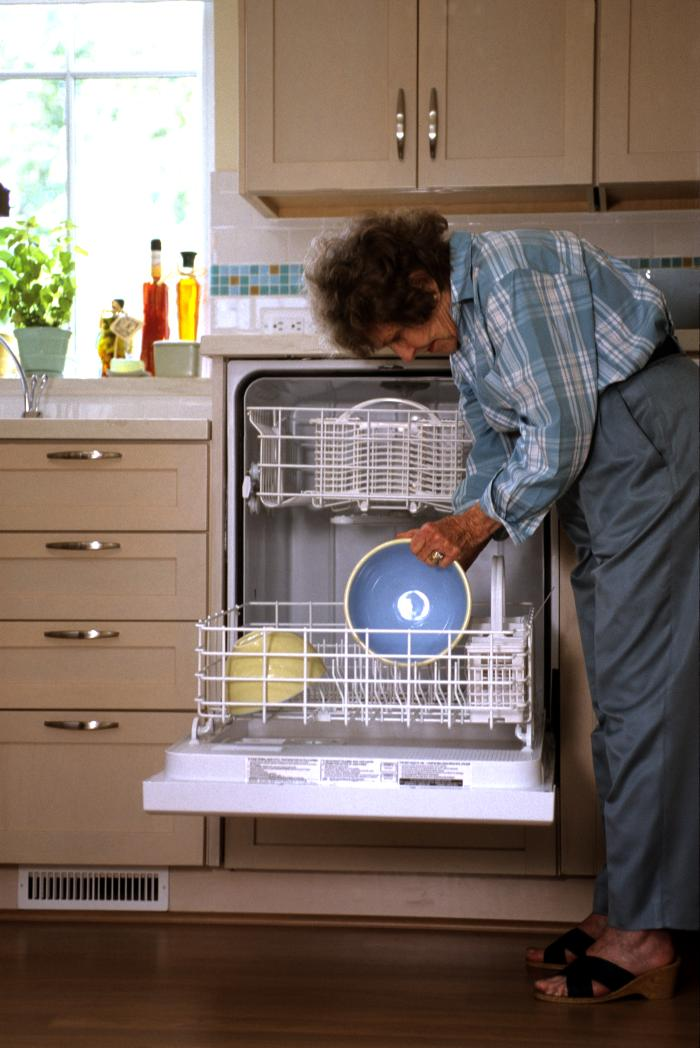
Einsatz der Geschirrspülmaschine

Im Haushalt ergeben sich vielfältige Aufgaben rund um den Einkauf, eine jahreszeitlich bedingte Lagerhaltung und die Instandhaltung für Kleidung, Nahrungsmittel und viele anderen Gegenstände des Haushalts.
Zur Hausarbeit werden in industrialisierten Ländern üblicherweise, neben der genannten Aufgaben der Planung, ein weiter Bereich an Tätigkeiten zur Haushaltsführung gerechnet, zum Beispiel:
- Lebensmittel und Mahlzeiten:
den Einkauf planen (Wochenhaushaltsplan erstellen), Lebensmittel einkaufen und einlagern,
Kochen, backen, braten, grillen, dünsten, Essen zubereiten, Tisch decken, Speisen und Getränke auftischen, Ein Kind entkernt Pflaumen
Geschirr und Besteck spülen (Abwaschen), Geschirrspülmaschine bedienen, abgetrocknetes Geschirr wegräumen, Einsatz der Geschirrspülmaschine,
Arbeitsflächen, Fliesen, Haushaltsgeräte wie Kühlschrank, Backofen und Mikrowellenherd reinigen,
Küchengeräte, Küchenmaschine, Wasserkocher, Kaffeemaschine etc. instand halten und entkalken,
Vorrat organisieren (auch für Notfälle), evtl. dörren, einwecken, einkellern;
- Reinigung:
lüften, Hausmüll entsorgen, ggf. trennen (Mülleimer hinausbringen, Recycling-Abfall wegbringen),
Boden reinigen (staubsaugen/fegen und schrubben/wischen oder mit Dampf reinigen), Staub wischen,
Ungeziefer und Schimmelpilze bekämpfen,
Waschbecken, Toilette und Dusche/Badewanne reinigen, entkalken,
Fenster putzen, Spiegel abwischen,
Möbelstücke pflegen und polieren;
- Ordnung:
Räume aufräumen: unbrauchbare oder wertlose Gegenstände entfernen („entrümpeln“), brauchbare Gegenstände sortieren und an geeigneten Orten in der Wohnung unterbringen oder zur anderweitigen Verwendung bestimmen (etwa zur Lagerung, zum Verschenken, zum Recycling, zum Weiterverkauf),
Dinge in den einzelnen Räumen auf eine zweckmäßige und optisch ansprechende Art anordnen und die Wohnung schmücken,
Glühlampen auswechseln, Batterien wechseln beziehungsweise Akkus aufladen, Hausapotheke führen;
- Textilien und Schuhe:
Kleidung, Handtücher, Bett- und Tischwäsche und Gardinen waschen/reinigen und bügeln, gegebenenfalls reparieren (zum Beispiel flicken, stopfen), zusammenlegen und wegräumen, Handtuch und Kleidung zurechtlegen, Betten beziehen beziehungsweise Betten machen, Schuhe pflegen, Schuhe und Kleidung kaufen;
- Heizung:
Kohleofen, Kamin, Gasheizung, Ölheizung, Elektro-Ofen, Zentralheizung etc.; Dienstmädchen beim Reinigen der Werkzeuge für den Kamin
(um 1942 in den USA)
- Pflanzen:
gießen, düngen, Blumenpflege.

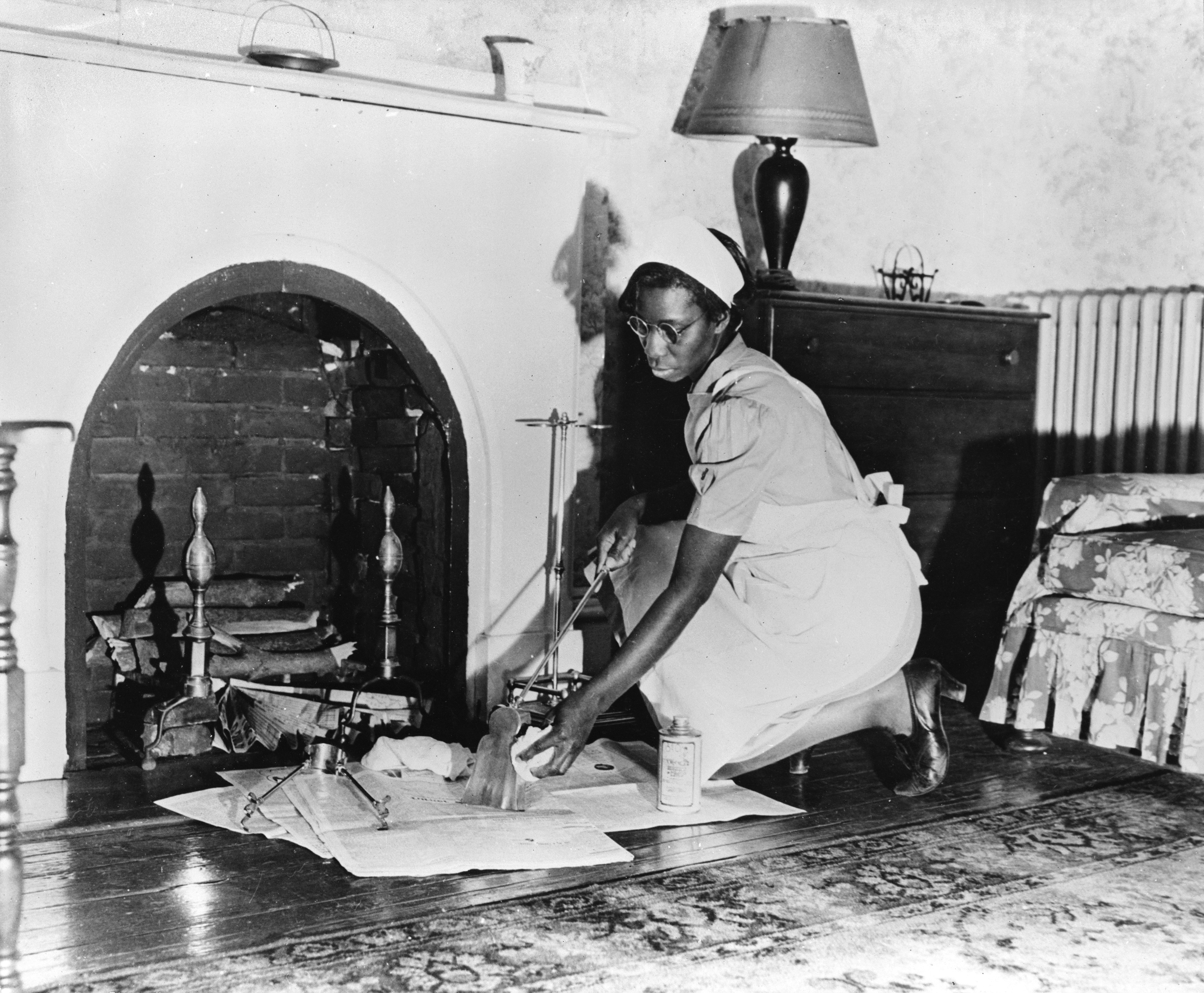
Dienstmädchen beim Reinigen der Werkzeuge für den Kamin
(um 1942 in den USA)

Manchmal wird noch Folgendes zur Hausarbeit gezählt:
- Haustiere versorgen, Garten pflegen, Regentonne reinigen, im Winter Schneeräumen und Salz, Asche oder Sand streuen;
- Instandhaltung, Wartung und Reparatur: Defekte Gegenstände (z. B. Haushaltsgeräte oder Haushaltseinbauten wie Sanitäreinrichtungen, Fenster und Rollläden) reparieren lassen, Handwerker rufen, Transportmittel (Auto, Fahrrad) instand halten bzw. reparieren oder zur Werkstatt bringen;
- Mithilfe bei Umzügen, renovieren, restaurieren, tapezieren.

Weltweit stehen einem Großteil der Menschen kaum technische Hilfsmittel für die Hausarbeit zur Verfügung, und Hausarbeit beinhaltet auch die Sicherung grundlegendster Bedürfnisse. Beispielsweise wenden in Afrika vor allem Frauen täglich mehrere Stunden dafür auf, Wasser und Brennholz zu holen. In den Industrieländern hat sich der Inhalt der Hausarbeit in den letzten Jahrhunderten deutlich verändert, wie durch einen Vergleich mit der Hauswirtschaft im 19. Jahrhundert deutlich wird.

### Aufgaben in der Familie
Im Alltag ist Familienarbeit vorrangig die Gestaltung des Familienlebens (auch „Familienkultur“ genannt) und, darin eingebettet, die Erziehung und Begleitung der Kinder von Geburt bis ins Erwachsenenalter. Elterliche Erziehung erfordert Liebe, Wärme und Verständnis und zugleich klare Regeln und Strukturen. (Siehe hierzu auch: „Entwicklung eines positiven Selbstkonzepts“ nach Carl Rogers.)
Die Psychologen Krause und Lorenz charakterisieren die über die Zeit veränderlichen Funktionen der Eltern folgendermaßen:
- „Eltern sind Kommunikationspartner (eine Funktion, die mit zunehmendem Alter des Kindes an Bedeutung gewinnt),
- sie sind Erzieher (eine Funktion, die in ihrer Bedeutung abnimmt) und
- Arrangeure der Anregungen und Angebote für die Entwicklung des Kindes (eine Funktion, die ebenfalls eher abnimmt).“

Das Handeln von Eltern, Lehrern und anderen Erwachsenen hat für Kinder auch eine Vorbildfunktion.
Im Einzelnen gehören zur Familienarbeit:
- Kinderbetreuung und -erziehung:
  - Säuglingspflege;
  - Arztwahl, Begleitung zu Kindervorsorgeuntersuchungen, Impfungen, Schuleingangsuntersuchung, zahnärztlichen Kontrolluntersuchungen, Begleitung und Einwilligung in Vertretung des Kindes bei kieferorthopädischer Behandlung und anderen therapeutischen Behandlungen einschließlich Operationen;
  - zu jedem Kind eine vertrauensvolle und einfühlsame Beziehung entwickeln, es in seinen Eigenheiten kennenlernen und seine Vorlieben, Wünsche, Freunde kennen; Vorlesen vor dem Schlafengehen.

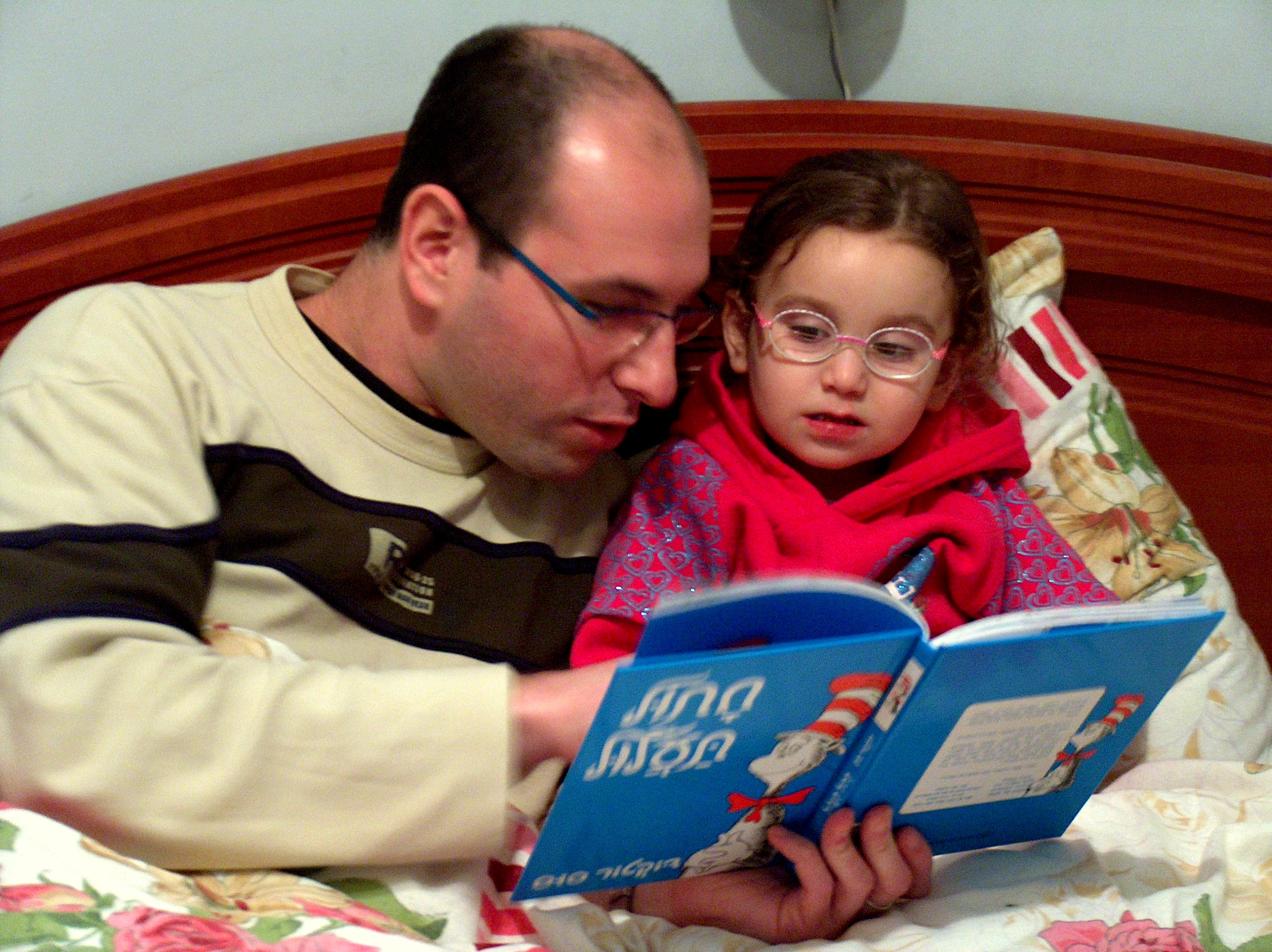
Vorlesen vor dem Schlafengehen.

  - gegebenenfalls Babysitting (wobei dieser Begriff nur für familienexterne Unterstützung verwendet wird);
  - gemeinsame Aktivitäten (spielen, tanzen, vorlesen/lesen, Mahlzeiten vorbereiten, backen, Feste vorbereiten);
  - je nach Alter und Selbständigkeit der Kinder Hilfe bei dem An- und Ausziehen, der Körperpflege und den Hausaufgaben der Kinder, Anschaffung und Pflege der Kleidung;
  - Kinder zur Mithelfen anregen (z. Körperpflege, eigenes Bett richten, Spielsachen aufräumen, Tisch decken);
  - Gespräche führen, Unterstützung beim Erwerb von Fähigkeiten und Kompetenzen durch Zuhören, Einfühlung, Lob und das eigene Beispiel, insbesondere Geschwister im Umgang miteinander begleiten und Kinder in der Kommunikation und im Umgang mit Konflikten anleiten;
  - eine auf die Begabungen der Kinder angepasste Unterstützung bei Auswahl und Besuch von Nachmittagsaktivitäten, Begleiten/Transportieren von Kindern oder Familienangehörigen;
  - eigene Fortbildung durch Teilnahme an Elternkursen;
  - Auswahl der Schulen und Betreuungseinrichtungen, Einschulung, Ankauf von Schulmaterial und ggf. Schulbüchern nach Vorgabe der Schule, Anhalten der Kinder zum Schulbesuch (Schulpflicht), ggf. Mitgabe der Zwischenmahlzeiten (Pausenbrot), Dialog und Zusammenarbeit mit Lehrern und Betreuern in Schule, Kindergarten und Kinderbetreuungseinrichtungen, Teilnahme an Elternsprechtagen und Elternabenden, ggf. Mitarbeit in der Elternvertretung;
  - im Jugendalter Unterstützung bei der Wahl von Beruf, Ausbildung bzw. Studium;
  - Kindergeburtstagsfeste organisieren und feiern, jahreszeitliche oder auch religiöse Feste vorbereiten und feiern; Geburtstagskuchen für den 1. Geburtstag

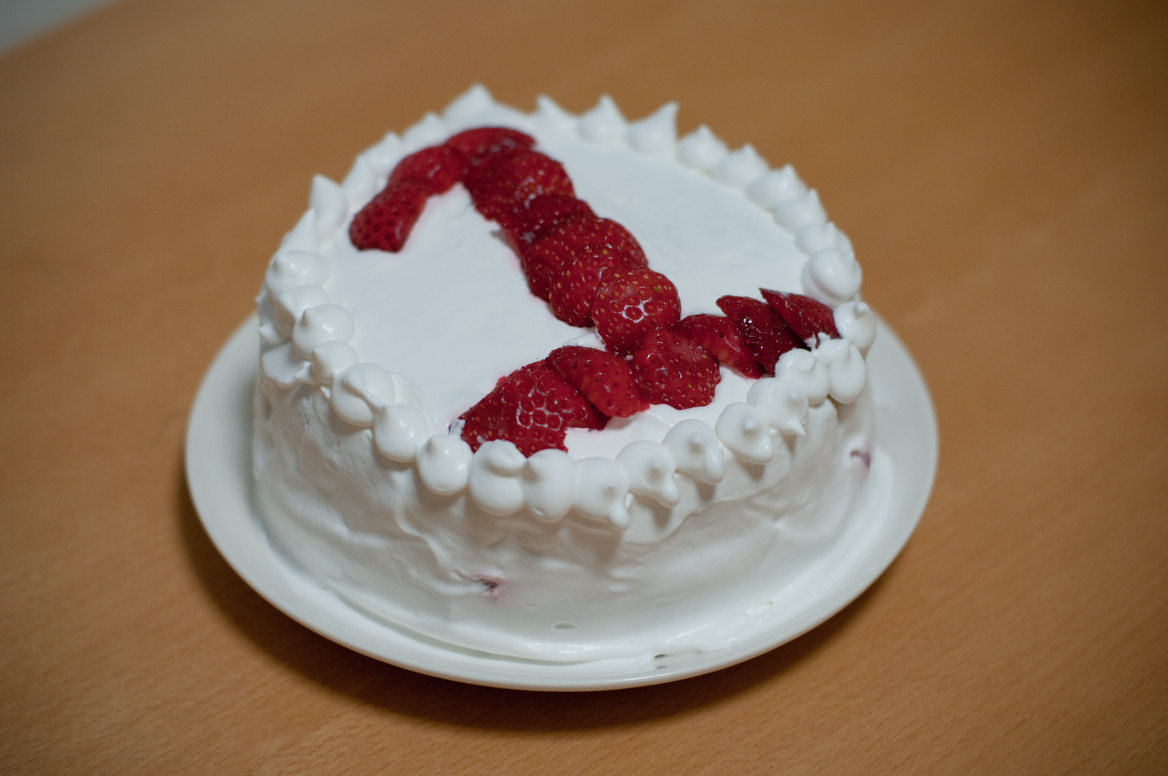
Geburtstagskuchen für den 1. Geburtstag

  - gemeinsame Ferien und Ausflüge vorbereiten; Ausflug mit Picnic

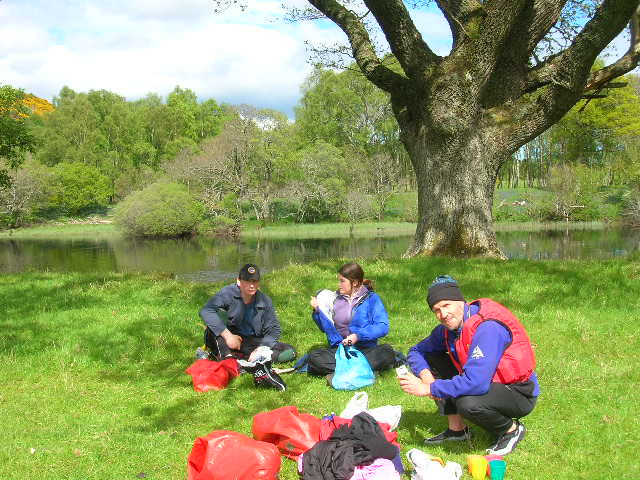
Ausflug mit Picnic

  - kindgerechte Wohn- und Lebensumgebung schaffen, je nach Alter auch in Absprache mit den Kindern, insbesondere Kinderzimmer altersgerecht einrichten und geeignete Kinder- und Jugendbücher, Spiel- und Lernmaterialien ausleihen oder kaufen;
  - auf einen altersgerechten und angemessen Umgang mit den Medien einschließlich internetbasierten sozialer Medien hinwirken (Medienerziehung);
- Betreuung behinderter Familienmitglieder:
  - an die Art der Behinderung angepasste Betreuung, möglichst in der Familie, und Ermöglichung einer weitestmöglichen Förderung: die kindlichen Entwicklungsaufgaben begleiten und dafür sorgen, dass behinderungsbedingte Nachteile ausgeglichen werden;[16]
- Gesundheit und Pflege (ggf. in Form von, oder in Ergänzung zu, professioneller Pflege wie Krankenpflege, Kinderkrankenpflege, Altenpflege):
  - Arztbesuche, Pflegebedürftige oder kranke Familienangehörige zuhause pflegen oder in Krankenhaus oder Pflegeheim besuchen;
  - Beratung (u. U. Vertretung) von Familienangehörigen bei therapeutischen Behandlungen, insbesondere auch bei Operationen;
- Soziales Netzwerk:
  - Kontakte zu Verwandten, Freunden, Nachbarn und Bekannten pflegen (Verabredungen treffen, Geschenke besorgen, Feierlichkeiten und Familienfeste organisieren, Gäste einladen und bewirten, Grußkarten, Dankeskarten usw. verschicken), Freunde von Kindern zum Spielen nach Hause einladen oder auf Ausflüge mitnehmen;
- Familieneigene Sammlungen und Dokumentation:
  - Adressbuch, Familienkalender, Kochrezeptsammlung, Fotoalben etc. führen oder anfertigen.

Es besteht ein fließender Übergang von der Familienarbeit zum Hobby – so können beispielsweise gemeinsame handwerkliche oder sportliche Aktivitäten, Spiele und gemeinsames Musizieren als Freizeitvergnügen betrachtet werden, selbst wenn sie zum Wohle der Familie als Ganzes beitragen. Die Gestaltung der Partnerschaft und die individuelle Suche nach Orientierung werden, selbst wenn sie das Familienleben stark prägen, im Allgemeinen nicht der Familienarbeit, sondern dem Privatleben zugerechnet. Eltern entscheiden auch weitgehend über die religiöse Erziehung ihrer Kinder.
Die Eltern wirken – zusammen mit der Schule und gegebenenfalls weiteren gesellschaftlichen Institutionen – dabei mit, Kindern und Jugendlichen allgemeine Medienkompetenzen zu vermitteln.
Der Schulerfolg der Kinder kann von der Hausaufgabenbetreuung und Unterstützung bei dem häuslichen Üben des Schulstoffs durch Familienmitglieder, Tageseltern, Erzieher in Schulhorten oder Nachhilfelehrer abhängen. Kritisch wird angemerkt, dass der Verlass der Schule auf die Eltern faktisch eine Ungleichbehandlung in der Schule bzw. eine strukturelle Diskriminierung zur Folge haben könne (siehe hierzu auch: Verlass auf die Eltern und die Infrastruktur daheim).
In einzelnen Ländern, so insbesondere in Deutschland, engagieren sich Eltern deutlich über die Unterstützung ihrer Kinder hinaus in der Schule. Sie tragen oft bei Schulfesten zur Verköstigung bei oder sind begleitende Aufsichtspersonen bei sportlichen Aktivitäten. Dies trifft besonders auf die ersten Schuljahre zu. In Bayern wurde vorgeschlagen, Erziehungsberechtigte in Ausnahmefällen als ehrenamtliche Vertretungen in Schulstunden einzusetzen.
Rechtlich betrachtet umfasst die elterliche Sorgeverantwortung die Pflege, Beaufsichtigung und Erziehung der Kinder, ihre Vertretung und ihre Vermögenssorge. In Deutschland sind die Aufgaben der elterlichen Sorge gemäß Art. 6 Abs. 2 Satz 1 GG sowie §§ 1626 und 1631 BGB Pflicht und Recht der Eltern; zur Personensorge kommen die durch die Vertretung des Kindes (§ 1629 BGB) bedingte Aufgaben und die Vermögenssorge (siehe Pflichtgebundenheit des Sorgerechts). Menschen mit Behinderung haben seit 2017 auf Basis des Bundesteilhabegesetzes Anspruch auf persönliche Assistenz bei der Erziehung ihrer Kinder (Elternassistenz). In Deutschland bietet die Minijob-Zentrale mit der Haushaltsjob-Börse ein Stellenportal für Minijobs in Privathaushalten an; die sozialversicherungsrechtliche Anmeldung erfolgt über das Haushaltsscheck-Verfahren.
In Österreich haben Eltern die Obsorge mit der Verpflichtung, die Gesundheit des Kindes zu erhalten und zu fördern und es zu erziehen, es zu vertreten und sein Vermögen zu verwalten.

## Freistellungen im Zusammenhang mit der Familienarbeit
Unter bestimmten Umständen haben Personen mit Fürsorgepflichten gesetzlichen Anspruch auf eine bezahlte oder unbezahlte Freistellung von der Arbeit; weitergehende Ansprüche auf Freistellung können in Tarifverträgen, Betriebsvereinbarungen (oder Dienstvereinbarungen im öffentlichen Dienst) und in Einzelarbeitsverträgen festgelegt sein. Ansprüche auf Arbeitsfreistellung sind in Deutschland insbesondere festgelegt:
- im Sozialgesetzbuch (SGB): unter bestimmten Umständen für die Beaufsichtigung, Betreuung oder Pflege eines Kindes (§ 45 SGB V), für Schwerbehindertenvertretung (§ 178 SGB IX) und Vertrauenspersonen der schwerbehinderten Menschen (§ 179 SGB IX);
- im Mutterschutzgesetz (MuSchG): bezahlte Freistellung für Untersuchungen bei Schwangerschaft und Mutterschaft (§ 7 MuSchG); hinzu kommt das Beschäftigungsverbot während des Mutterschutzes;
- im Bundeselterngeld- und Elternzeitgesetz (BEEG): für Elternzeit und Großelternzeit;
- im Pflegezeitgesetz (PflegeZG): bei kurzfristiger Arbeitsverhinderung (§ 2 PflegeZG) und für die Pflegezeit (§§ 3 und 4 PflegeZG).

In anderen Staaten sind Freistellungen teils enger, teils großzügiger geregelt. So bestehen in mehreren Staaten Regelungen für einen Vaterschaftsurlaub und in Schweden wird zusätzlich zum regulären Elterngeld bei verschiedenen, mit der Kindererziehung in Zusammenhang stehenden Freistellungen ein „zeitweiliges Elterngeld“ gezahlt; beispielsweise in den USA hingegen bestehen weitaus geringere Ansprüche auf bezahlte und unbezahlte Freistellungen aus Familiengründen (Siehe hierzu auch: Vereinbarkeit von Familie und Beruf in einzelnen Staaten).

## Qualifikation
Für die Arbeit im eigenen Privathaushalt wird normalerweise keine systematische Ausbildung angewendet. Im Gegenteil wird vielfach stillschweigend angenommen, Einzelpersonen würden die Praxis der Haushaltsführung ad hoc beherrschen.
Die Grundzüge des Haushaltens lernen Kinder in der Regel im Elternhaus. Einzelne Aspekte der Haus- und Familienarbeit werden zum Teil im Rahmen der Schulbildung vermittelt; auch in Schulhorten wird bei Gelegenheit gemeinsam gekocht. Auch bestanden und bestehen vereinzelt spezielle Kursangebote, so gab es beispielsweise in den 1960ern „Mütterschulen“ genannte Kurse, die heute von vielfältigen Angebote der Familienbildungsstätten sowie von Elternkursen abgelöst wurden. Auch Familienzentren und diverse andere Organisationen und Initiativen bieten Elternkurse und andere Angebote zur Stärkung von Elternkompetenzen an. Diese Kompetenzen zu stärken ist nach Auffassung des deutschen Bundesfamilienministeriums „ein zentraler Baustein nachhaltiger Familienpolitik“. Auch die Bindungstheorie unterstreicht die Bedeutung der elterlichen Kompetenzen für die Entwicklung des Kindes (siehe auch: Feinfühligkeit).
Auch bezüglich hauswirtschaftlicher Kenntnisse ist eine systematische Ausbildung nicht üblich. Als Freizeitbeschäftigung gelten Kochkurse von Volkshochschulen und andere Einrichtungen. Die Caritas bietet ein Haushalts-Organisations-Training an, als ein Teil ihres Angebots der Familienpflege.
Laut Barbara Stiegler ist „die Vermischung von hauswirtschaftlichen Arbeiten und personaler Betreuung von Kindern und Alten eine hochkomplexe Arbeit [...], die Vielseitigkeit und Flexibilität, soziale Kompetenz und Streßresistenz erfordert“. Eine hohe Qualifikation in diesem Bereich sei durch Dienstleistungsagenturen erreichbar, bei Professionalisierung der Tätigkeit. Zugleich sei die Haus- und Familienarbeit ein wertvoller Erfahrungsbereich für den Einzelnen, vor allem im Sinne der sozialen Kompetenz. Aus der verantwortlichen Pflege kleiner Kinder und alter Menschen ergäben sich Wertvorstellungen und Orientierungen, die nicht auf spezialisierte Fachkräfte begrenzt sein sollten.
(Zur Ausbildung für die professionelle Tätigkeit im Bereich der Haus- oder Familienarbeit siehe die Artikel zu den jeweiligen Berufsbildern, insbesondere die Ausbildung zum Erzieher, zum Haus- und Familienpfleger und zu hauswirtschaftlichen Berufen.)

## Gesellschaftliche und ökonomische Bewertung
Die in unbezahlter Haus- und Familienarbeit erbrachten Leistungen würden Schätzungen zufolge, wenn ihr Geldwert gemessen würde, etwa ein Drittel des Sozialprodukts moderner Industriegesellschaften ausmachen.
Die vom Hausmann oder der Hausfrau verrichtete Hausarbeit ist keine Erwerbstätigkeit im Sinne des deutschen Arbeitsrechts, d. h. sie wird nicht entlohnt und sie ist nicht sozialversicherungspflichtig. Allerdings werden Kindererziehungszeiten in der Rentenversicherung berücksichtigt, zudem kann die Hausarbeit schadenersatzrechtlich dargestellt werden, d. h., dass der Geldwert der Arbeit bei Ausfall des Hausarbeitsführenden als Haushaltsführungsschaden berechenbar ist. Die fehlende Sozialversicherung bei privater Familienarbeit trägt auch, als einer der relevanten Faktoren, zu einer geschlechterbezogenen Lücke in der Altersvorsorge bei (Gender-Pension-Gap). Anders sieht es aus, wenn Hausarbeit durch Hausangestellte, Putzfrauen/-männer, früher: Gesinde, Mägde und Knechte u. a. als Dienstleistungsarbeit erbracht wird (siehe unter Hauspersonal). Die Hausarbeit ist eine jener Branchen, in welcher besonders viele Menschen ohne gültige Aufenthaltsgenehmigung und unversichert gegen Unfälle oder Krankheit beschäftigt sind.
Die Rolle der Hausfrau kann, auch ohne Kombination mit einer Erwerbstätigkeit, mit einer permanenten Überbelastung verbunden sein. Dies wird in Zusammenhang gebracht mit einer Rollenerwartung, in der keine Wochenenden und keine Ferien enthalten seien. So kann auch diese Arbeit zu Burnout führen.
Die Soziologin Monika Setzwein stellte Hausarbeit in Anlehnung an Arnold Gehlen als Hintergrunderfüllung dar. Das kulturelle Leitbild des gut geführten Haushalts ist ihr zufolge nicht am Ergebnis orientiert, sondern beinhalte vielmehr eine Ordnung, bei der sich die Dinge und Tätigkeiten in einem kontinuierlichen, reibungslos verlaufenden Fluss befinden. Der Soziologe Jean-Claude Kaufmann verwies bezüglich der Verrichtung der Hausarbeit auf die Bedeutung eines körperlich verinnerlichten Handlungsantriebs sowie den Rhythmus und die Gewohnheit selbstverständlich gewordener Gesten. Durch die Verschiebung des Antriebs von der Vernunft auf das Körperliche und werde für das Individuum eine Einheit wiederhergestellt, und die Empfindungen, die durch die Übereinstimmung mentaler und physischer Handlungsmotivationen entstehen, würden als eigene Energie und Schaffenskraft wahrgenommen. Ohne körperlichen Handlungsantrieb wirke Hausarbeit hingegen ermüdend und erscheine als lästige Pflicht. Auch spontane gemeinsame Aktivitäten zur Erfüllung alltäglicher Erfordernisse, wie sie häufig bei Besuchen unter Freunden und innerhalb der Familie stattfinden – sei es Kochen, Fürsorge für Kinder oder Aufräumen nach Mahlzeiten – können zu einem positiven Lebensgefühl beitragen.
Nach einer OECD-Studie verbringen Frauen in Deutschland durchschnittlich 164 Minuten am Tag mit Hausarbeit, Männer knapp 90 Minuten.

### Regelungen und Modelle in einzelnen Staaten
In einzelnen Staaten wurden verschiedene Konzepte und Modelle entwickelt, insbesondere für ein Erziehungsgehalt und für die Berücksichtigung von Erziehungszeiten bei der Altersrente. Diese sollen eine zumindest teilweise finanzielle Anerkennung der geleisteten Reproduktionsarbeit darstellen.

#### Schweiz
Im Zusammenhang der Finanz- und Steuerpolitik wird in der Schweiz der ökonomische Wert der im Haushalt
erbrachten Dienstleistungen wie Kochen, Putzen, Kinderbetreuung usw. als Schatteneinkommen bezeichnet. Es ist umstritten, ob und wie dieses Schatteneinkommen, bzw. der Wegfall eines solchen Schatteneinkommens bei in Vollzeit erwerbstätigen Personen ohne haushaltsführenden Partner, steuerlich zu berücksichtigen sei.

#### Deutschland
In Deutschland ist die Haushaltsführung nach § 1360 BGB als vollwertiger Beitrag zum Familienunterhalt anerkannt (siehe hierzu auch: Familienunterhalt). Ein Entwurf eines Gesetzes zur Änderung der §§ 1360, 1360a BGB sah darüber hinaus folgenden neuen Satz 3 des § 1360 BGB vor: Beide Ehegatten haben ein Recht auf angemessene Teilhabe an den Einkünften, die dem Familienunterhalt zu dienen bestimmt sind, auch wenn nur einer der Ehegatten über solche verfügt.
Nach einem Beschluss des Bundesverfassungsgerichts wird Kindererziehung und Haushaltsführung als gleichwertig zur Erwerbsarbeit des Ehepartners aufgefasst. In der Begründung wird davon ausgegangen, dass auch die geleistete Haus- und Familienarbeit die ehelichen Lebensverhältnisse geprägt hat. Eine anschließend aufgenommene Erwerbsarbeit wird dabei als Ersatz für die bisherige Hausarbeit gesehen. Es wird daher im Regelfall angenommen, dass die Frau dieses Einkommen auch schon während der Ehe erzielt hätte, wenn sie nicht für Kinder und Haushalt zuständig gewesen wäre. In der Konsequenz des Urteils wird gemäß der Differenzmethode ein Einkommen aus einer nach der Scheidung aufgenommenen Erwerbsarbeit nur zur Hälfte auf den Unterhalt angerechnet, wohingegen es nach der zuvor geltenden Anrechnungsmethode zur Gänze anspruchsmindernd auf den Unterhalt angerechnet wurde.
Seit der Unterhaltsreform von 2008 geht der deutsche Gesetzgeber davon aus, dass ein Alleinerziehender in Vollzeit arbeiten kann, sobald das Kind drei Jahre alt ist und eine Kinderbetreuung zur Verfügung steht; der andere Elternteil hat dann keinen Betreuungsunterhalt mehr zu zahlen. Kritiker fordern, an diesem Punkt die tatsächlich zu leistende Fürsorge (Bildungs- und Erziehungsarbeit) stärker zu berücksichtigen, etwa indem Kosten für Freizeitgestaltung, Persönlichkeitsentwicklung und die Teilhabe an sozialen Aktivitäten vollständig vom nicht erziehenden Elternteil zu tragen wären.
Zur Pflege von Familienangehörigen urteilte das Bundesverfassungsgericht am 26. März 2014, dass die häusliche Pflege von Angehörigen vom Staat nicht so wie eine Pflege durch professionelle Pfleger zu vergüten ist. Das im Vergleich zur Pflegesachleistung niedrigere Pflegegeld wurde für rechtens erachtet. Der Konzeption des Pflegegeldes liege nämlich „der Gedanke zugrunde, dass familiäre, nachbarschaftliche oder ehrenamtliche Pflege unentgeltlich erbracht werde“. Das Gericht führte weiter aus: „Der Gesetzgeber darf davon ausgehen, dass die Entscheidung zur familiären Pflege nicht abhängig ist von der Höhe der Vergütung, die eine professionelle Pflegekraft für diese Leistung erhält. Die gegenseitige Beistandspflicht von Familienangehörigen rechtfertigt es, das Pflegegeld in vergleichsweise niedrigerer Höhe zu gewähren.“
In Deutschland ist unter Umständen die Finanzierung der Kindertagespflege niedriger oder eingeschränkt, wenn die Tagesmutter beziehungsweise der Tagesvater mit dem Kind verwandt ist (siehe: Einschränkungen bezüglich der Kindertagespflege durch Verwandte).
Seit dem 1. August 2017 werden für jedes leibliche, Adoptiv- oder Pflegekind pauschal drei Jahre auf die Vorversicherungszeiten in der 9/10-Regelung der gesetzlichen Krankenversicherung angerechnet. Dabei spielt es keine Rolle, ob tatsächlich Zeit für die Erziehung aufgewendet wurde.

#### Spanien
In Artikel 1438 des spanischen Bürgerlichen Gesetzbuchs ist unter bestimmten Bedingungen, so auch bei Gütertrennung, eine finanzielle Entschädigung durch den Ex-Partner für geleistete Hausarbeit vorgesehen. Ein hierauf beruhendes Gerichtsurteil vom März 2023, das einer geschiedenen Frau eine anhand des Mindestlohns berechnete Entschädigung für 25 Jahre Hausarbeit zusprach, bezeichneten Medien als das erste Urteil dieser Art in Spanien.

### Lückenhafter Versicherungsschutz
In Deutschland ist die Unfallversicherung für Haus- und Familienarbeit lückenhaft verglichen mit der Unfallversicherung für Berufstätige. In Deutschland genießen Personen nur dann im Zusammenhang mit der Haus- und Familienarbeit einen durchgehenden gesetzlichen Unfallversicherungsschutz, wenn es sich um eine (versicherte) Erwerbstätigkeit handelt. Auch Minijobber im Haushalt sind entsprechend versichert. Für unbezahlte Haus- und Familienarbeit besteht hingegen kein gesetzlicher Unfallversicherungsschutz. So ist zwar ein Kind nach § 2 SGB VII auf dem üblichen Weg zu Kinderkrippe, Kindergarten, Schule oder Kindertagesstätte, sowie zur Tagespflege gemäß § 23 SGB VIII, gesetzlich unfallversichert, die Person, die das Kind (unbezahlt) begleitet, ist es jedoch im Allgemeinen nicht. Gesetzlicher Unfallversicherungsschutz besteht für eine begleitende Person nur im Fall eines Arbeitsunfalls nach § 8 SGB VII, etwa wenn ein Berufstätiger zur Arbeit fährt und dabei ein Kind zu Kindergarten oder Schule bringt, in welchem Fall auch für einen dafür erforderlichen Umweg Versicherungsschutz besteht. (Zur Unfallversicherung siehe auch: Fahrgemeinschaft. Zur Alterssicherung in Deutschland siehe: Altersvorsorge bei Familienarbeit, Kindererziehungszeit und Mütterrente.)
In der Schweiz ist die gesamte Bevölkerung, so auch Hausfrauen und -männer, im Rahmen der Ersten Säule des Drei-Säulen-Systems obligatorisch versichert. Dies beinhaltet unter anderem eine Grundversorgung durch die Alters- und Hinterlassenenversicherung und die Invalidenversicherung. Erziehungs- und Betreuungsgutschriften für Kindererziehung bis zum 16. Lebensjahr und die Pflege von Angehörigen können sich rentensteigernd auswirken beziehungsweise einen Rentenanspruch begründen.

### Anerkennung von Kompetenzen
In der herkömmlichen, bei Personalauswahl und Berufsberatung eingesetzten Eignungsdiagnostik werden Kompetenzen, die in der außerberuflichen Lebenswelt erworben wurden, nicht systematisch berücksichtigt. Als Mittel zu ihrer Erfassung kann das seit 2002 durch die Fachstelle UND angebotene Instrument zur Erfassung von Schlüsselkompetenzen (IESKO) dienen. Es wird auf das Anforderungsprofil einer zu besetzenden Stelle beziehungsweise einer angestrebten Tätigkeit angepasst und erlaubt eine Berücksichtigung der erworbenen Kenntnisse bei der Ermittlung der Eignung und der anzurechnenden Erfahrung. Eine Anerkennung von Erfahrungen in der Kindererziehung als berufliche Qualifikation wird von verschiedenen Gruppen gefordert; sie ist zum Beispiel eine der Forderungen des Dachverbands der Schweizer Männer- und Väterorganisationen maenner.ch.
Auch Elternzeit ist nicht unbedingt als berufliche Erfahrung anrechenbar. Insbesondere kritisierte die CESI, dass Elternzeit im Einklang mit dem sogenannten Cadman-Urteil des Europäischen Gerichtshofs vom 3. Oktober 2006 nur dann anrechenbar sei, wenn sie bezahlt werde; dies sei aus Sicht der CESI „diskriminierend und völlig kontraproduktiv […], wenn es um die bessere Vereinbarkeit von Berufs-, Privat- und Familienleben geht“. Als positiv hob CESI die volle Anrechnung der dreijährigen unbezahlten Elternzeit auf die Dienstaltersstufen und Erfahrungszeiten gemäß Tarifvertrag TVöD/TVL im deutschen öffentlichen Dienst hervor.
Die Aufwertung von in der Familie erworbenen Kompetenzen bei Stellenbesetzungen und Beförderungen wird auch als Teil einer systematischen familienbewussten Personalpolitik gefordert. Dies diene der Förderung von Frauen, der Gleichstellung der Geschlechter und der Besserstellung von Männern, die sich für aktive Familienarbeit entschieden oder entscheiden wollten.

## Kritik an der Arbeitsteilung von Haus- und Familienarbeit
Seit den 1970er Jahren wurde in der Bundesrepublik Deutschland durch den Feminismus Kritik an der seit dem 19. Jahrhundert im bürgerlichen Milieu und seit dem 20. Jahrhundert auch in der Arbeiterklasse üblichen Ideal der Arbeitsteilung zwischen den Geschlechtern geübt, bei der der Mann berufstätig ist und die Frau sich der Haushaltsführung und der Kindererziehung widmet.
1976 wurde in der damaligen Bundesrepublik Deutschland eine Reform des Ehe- und Familienrechts verabschiedet, die es seitdem Frauen gestattete, auch ohne Genehmigung ihres Ehemannes einer beruflichen Tätigkeit nachzugehen, in der DDR war die entsprechende Regelung des BGB bereits seit langem abgeschafft. 
Feministische Kritikerinnen meinen, dass Frauen, die sowohl Erwerbs- als auch Familienarbeit leisteten, in ihrer „doppelten Vergesellschaftung“ in beiden Bereichen diskriminiert seien: Sie würden gesellschaftlich zu der unbezahlten und nicht als „richtige Arbeit“ klassifizierten Hausarbeit verpflichtet und eine gleichberechtigte Integration in das Beschäftigungssystem bliebe ihnen weiterhin versagt oder würde zumindest immer noch erschwert (Becker-Schmidt 2003). Dieser Sichtweise wird entgegengehalten, dieser Ansatz lasse außer Betracht, dass viele, oft körperlich schwere Haushaltsarbeiten (wie Schnee räumen, Gartenarbeiten, Reparaturen im Haushalt, Einkauf und Transport von Getränken) überwiegend von Männern verrichtet würden, für die diese Verpflichtungen ebenfalls neben ihrer Erwerbsarbeit anfielen. Der meist geringere zeitliche Aufwand sowie die seltenere Notwendigkeit werden dabei außer Acht gelassen.
In Deutschland ist die gesamte für die Hausarbeit aufgewendete Zeit trotz Automatisierung im Haushalt deutlich angestiegen: In Westdeutschland haben Männer ihren wöchentlichen Zeiteinsatz bei der Hausarbeit zwischen 1965 und 2000 von durchschnittlich drei auf 17 Stunden erhöht; dennoch ist auch der Zeitaufwand von Frauen für diese Tätigkeit in diesem Zeitraum von 31 auf 35 Stunden wöchentlich angestiegen. In Ostdeutschland ist ein ähnlicher Effekt zu beobachten: Männer erhöhten ihr Zeitengagement von sieben auf 17 Stunden, Frauen von 31 auf 34 Stunden wöchentlich.
Die Arbeitsteilung bzgl. Erwerbs-, Haus- und Familienarbeit ist stark von familialen Leitbildern sowie geschlechtsspezifischen Normen und Rollen beeinflusst. Im Verlauf der Ehe und insbesondere beim Übergang zur Elternschaft erfolgt typischerweise eine „Retraditionalisierung“ der Rollen.

## Haus- und Familienarbeit in anderen Ländern

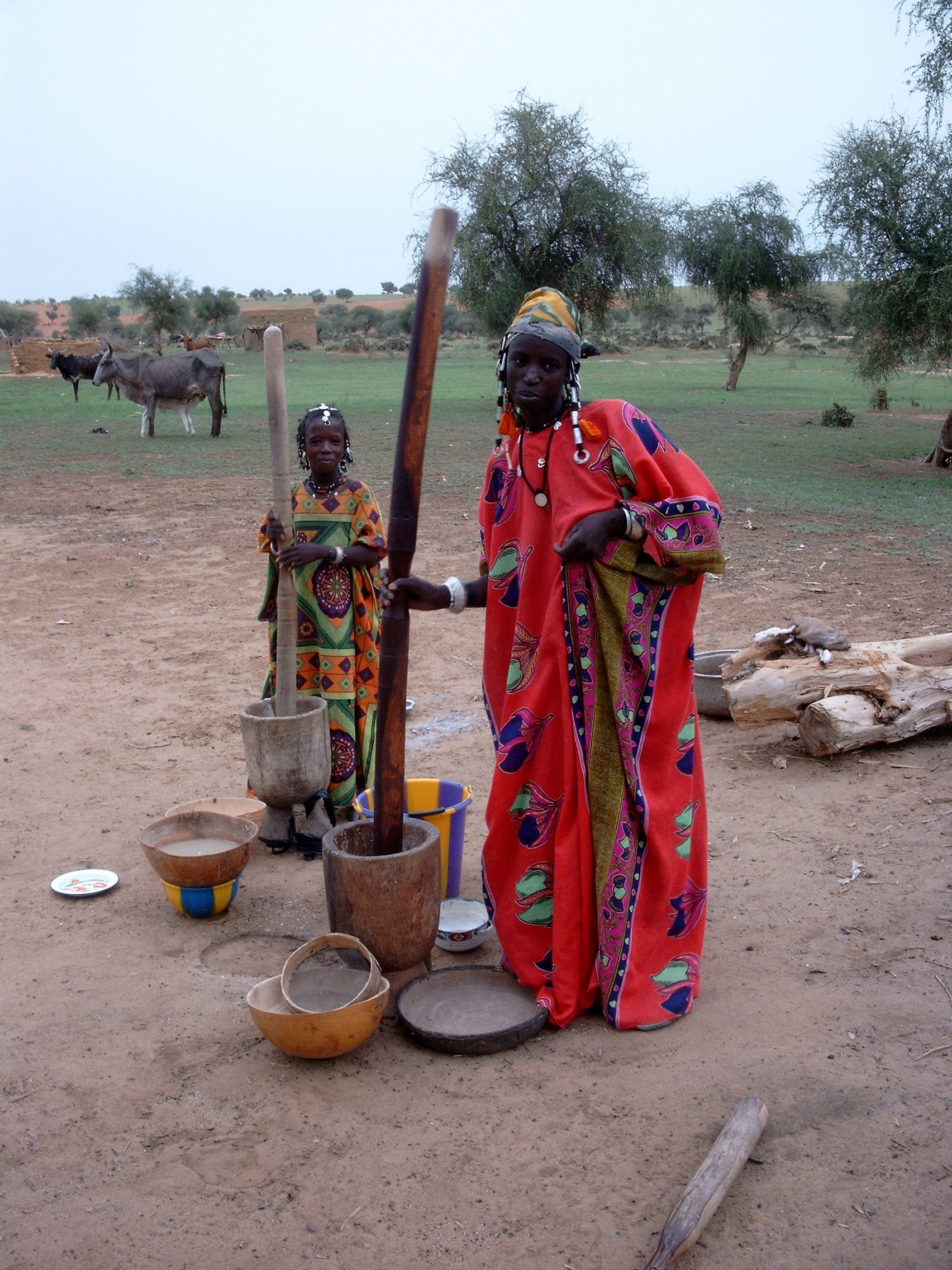
Zu den traditionellen täglichen Hausarbeiten in weiten Teilen Afrikas zählt das Stampfen von Hirse.

Welche Arbeiten in einer Familie bzw. in einem Haushalt anfallen und welche Familienmitglieder welche Arbeiten verrichten, wird zu einem großen Teil durch kulturelle und ökonomische Faktoren bestimmt. Die Zusammensetzung des Spektrums der Arbeiten hängt nicht nur davon ab, in welchem Land eine Familie lebt, sondern auch wie wohlhabend sie ist bzw. welcher sozialen Schicht sie zugehört.

### Vereinigte Staaten
Bereits in einem Land wie den USA, das ähnlich reich ist wie die deutschsprachigen Länder, sehen der Lebensstil und damit manche der in Haushalt und Familie anfallenden Arbeiten markant anders aus als in Europa. Dies gilt insbesondere für die Mittelschicht. So nehmen amerikanische Mittelschichthaushalte in weitaus größerem Umfang als entsprechende deutsche Haushalte Dienstleistungen entgegen, z. B. den Service von Babysittern, Kinderfrauen, Reinigungskräften, Gärtnern, Wäschereien, Chemischen Reinigungen und Lebensmittel- und anderen Handelsunternehmen, die ins Haus liefern. Universeller als in deutschen sind in amerikanischen Mittelschichthaushalten auch Geräte wie Geschirrspülmaschinen, Mikrowellenherde und Wäschetrockner verbreitet. Zu verstehen ist dies u. a. angesichts der Tatsache, dass amerikanische Frauen, auch als Mütter, häufiger voll berufstätig sind als deutsche, aber auch vor dem Hintergrund der vergleichsweise niedrigen Kosten dieser Komfort-Positionen.
Weitere Besonderheiten entstehen in den USA aus den landestypisch weiten räumlichen Entfernungen, in deren Folge Familien stark auf das Transportmittel Auto festgelegt sind. So verbringen viele Eltern einen Großteil ihrer arbeitsfreien Zeit damit, ihre Kinder zu außerschulischen Aktivitäten (wie Sportprogrammen, Instrumentalunterricht oder Spielverabredungen) zu fahren bzw. von dort wieder abzuholen. Aufgrund des hohen Anteils der in Vollzeit Erwerbstätigen, der weiten Wege zum Arbeitsplatz, des kurzen amerikanischen Jahresurlaubs, und weil auch für Kinder Ganztagsschulen die Regel sind, bewohnen viele Familien ihr Zuhause nur abends, nachts und am Wochenende.
Der zeitliche und finanzielle Einsatz, den Eltern für ihre Kinder aufbringen, ist den Vereinigten Staaten in den letzten 30 Jahren deutlich gestiegen (Stand: 2018). Dieses Phänomen wird unter den Begriff intensive parenting gefasst. Studien zufolge wenden Mütter wöchentlich fünf Stunden für Aktivitäten wie Lesen, Basteln, Begleitung zum Unterricht oder Vorführungen, Hilfe bei Hausaufgaben auf, verglichen mit einer Stunde und 45 Minuten im Jahr 1975. In Vollzeit berufstätige Mütter verbringen ebenso viel Zeit mit ihren Kindern wie es in den 1970ern nicht erwerbstätige Mütter (stay at home moms) taten. Medien zufolge wählen Paare, in denen beide Partner Akademiker sind, angesichts gestiegener zeitlicher Anforderungen im Beruf und Familie zunehmend eine polarisierte Arbeitsteilung in Familie und Beruf – der Mann oft 60 und mehr Stunden in der Woche arbeitend und auch außerhalb der Arbeitszeiten erreichbar, die Frau hingegen flexibel in Teilzeit tätig. Zu dieser Entwicklung trage auch bei, dass Personen mit Arbeitszeiten vom mehr als 50 Wochenstunden seit den 2000ern statistisch ein überproportional höheres Einkommen pro Arbeitsstunde erzielen, wohingegen dies bis Anfang der 1990er umgekehrt gewesen sei, dass also der ökonomische Anreiz für eine solche Polarisierung gestiegen sei.

### Ratgeber
- Irene Becker, Jutta Meyer-Kles: Lieber schlampig glücklich als ordentlich gestresst. Wege aus der Perfektionismusfalle. Campus Verlag, Frankfurt/Main 2004, ISBN 3-593-37430-7.
- Horsfield, Margaret: Der letzte Dreck. Von den Freuden der Hausarbeit. Verlag Rütten & Loening, 1999 Rütten & Loening, ISBN 3-352-00621-0 (Urspr. in USA erschienen. Die Arbeit ist sehr viel gründlicher als der amüsiert klingende Titel! Dort auch weitere Literaturangaben.)
- Julia Rogge: Den Alltag in den Griff bekommen. Deutscher Taschenbuch Verlag, München, ISBN 3-423-36199-9.

### Haushaltswissenschaftliche Literatur
- Christof Arn: HausArbeitsEthik. Strukturelle Probleme und Handlungsmöglichkeiten rund um die Haus- und Familienarbeit in sozialethischer Perspektive. Verlag Rüegger, Chur 2000, ISBN 3-7253-0682-6.
- Lore Blosser-Reisen u.a:
  - Grundlagen der Haushaltsführung, Eine Einführung in die Wirtschaftslehre des Haushalts. 3. Auflage. Schneider Verlag, Hohengehren 1980, ISBN 3-87116-208-6. (Das haushaltswiss. Grundlagenwerk)
  - Handlungsspielräume und Grenzen der selbständigen Haushaltsführung im Alter. 1982.
- Altern, Integration sozialer und gesundheitlicher Hilfen. Huber, Bern 1997, ISBN 3-456-82812-8.
- Jan Künzler: Familiale Arbeitsteilung. Die Beteiligung von Männern an der Hausarbeit. Kleine Verlag, Bielefeld 1994, ISBN 978-3-89370-194-0.
- Thomas Kutsch, Michael-Burkhard Piorkowsky, Manfred Schätzke: Einführung in die Haushaltswissenschaft: Haushaltsökonomie, Haushaltssoziologie, Haushaltstechnik. Stuttgart 1997, ISBN 3-8001-2704-0.
- Barbara Seel: Ökonomik des privaten Haushalts. Stuttgart 1991.

### Sozialwissenschaftliche Literatur
- Regula Bochsler, Sabine Gisinger: Dienen in der Fremde. Dienstmädchen und ihre Herrschaften in der Schweiz des 20. Jahrhunderts. Chronos, Zürich 1989, ISBN 3-905278-41-3.
- Bärbel Kuhn: Vom Schalten und Walten der Hausfrau. Hausarbeit im 19. und 20. Jahrhundert. In: Birgit Bolognese-Leuchtenmüller, Michael Mitterauer (Hrsg.): Frauen-Arbeitswelten. Zur historischen Genese gegenwärtiger Probleme. Verlag für Gesellschaftskritik, Wien 1993, ISBN 3-85115-183-6. (Historische Sozialkunde 3) (online)
- Jean-Claude Kaufmann:  Mit Leib und Seele. Theorie der Haushaltstätigkeit. UVK, Konstanz 1999, ISBN 3-89669-886-9.
- Des Haushalts „schönster Schmuck“. Die Hausfrau als Konsumexpertin des deutschen und englischen Bürgertums im 19. und frühen 20. Jahrhundert. In: Hannes Siegrist, Hartmut Kaelble, Jürgen Kocka (Hrsg.): Europäische Konsumgeschichte. Zur Gesellschafts- und Kulturgeschichte des Konsums. Campus, Frankfurt am Main / New York 1997, ISBN 3-593-35754-2, S. 411–440.
- Regina Becker-Schmidt: Die doppelte Vergesellschaftung von Frauen. In: gender...politik...online. 2003.
- Ursula Köbl: Was ist der ‘gerechte Lohn’ für Familienarbeit? In: Meike Penkwitt (Hrsg.): Dimensionen von Gender Studies (= Freiburger FrauenStudien. Nr. 13). Band 2. jos fritz Verlag, Freiburg im Breisgau 2003, ISBN 3-928013-20-3, S. 79 ff.
- Florian Schulz, Harald Rost: Hausarbeitsteilung und Erwerbsunterbrechung von Müttern unter den Bedingungen des neuen Elterngeldgesetzes, Erste empirische Befunde aus Bayern. In: Zeitschrift für Familienforschung Heft 1/2012. S. 27–45.

### Nachschlagewerke
- Frigga Haug: Familienarbeit. (PDF; 146 kB) In: Historisch-kritisches Wörterbuch des Marxismus. Bd. 4, Argument-Verlag, Hamburg, 1999, Sp. 118–129.